# 샤를 르 브룅
샤를 르브룅(Charles Le Brun, 1619년 2월 24일~1690년 2월 22일)은 프랑스의 화가이자 미술 이론가이다. 루이 14세는 그를 "가장 위대한 예술가"로 선언하였고, 17세기 프랑스 미술계에서 주도적인 인물이었다. 니콜라 푸생으로부터 많은 영향을 받았다.